# Genealogia dos deuses gregos

## Seres do Cosmo
Segundo a mitologia grega havia as seguintes classes de seres:
- Deuses (Θεοί) — engloba os que nasceram imortais: titãs, gigantes e alguns monstros e ninfas. Havia também alguns que seriam desta classe, mas que eram mortais, como os gigantes e certas ninfas; alguns de vida longa eram chamados de macrobióis. Os deuses poderiam ser divididos em diversas classes: como deuses primordiais, deuses titãs, deuses olímpicos, deuses do céu, do mar, do submundo, da terra, rústicos e cívicos.
- Daemones  (Δαίμονες) — espíritos intermediários entre deuses e homens.
- Titãs (Τιτάνες) — doze deuses primordiais da natureza.
- Gigantes (Γίγαντες) — espíritos violentos da terra.
- Ninfas (Νύμφες) — espíritos femininos da natureza.
- Teres (Θήρες) — criaturas fabulosas, monstros terríveis, animais fantásticos e tribos sagradas.
- Heróis (ήρωες) ou semideuses (ήμίθεοι) — filhos de um deus e um mortal, considerados semelhantes aos deuses, alguns após a morte eram divinizados.
- Homens (άνθρωποι) — nascidos da terra, foram criados pelos titãs Prometeu e Epimeteu.

## Criação
A origem dos deuses e criação do Universo - os deuses primordiais:
- Caos (Χάος) — o abismo, vazio ou imensidão do espaço. Para Hesíodo não era um deus, mas o estado anterior das coisas. O poeta romano Ovídio atribuiu o sentido de "desordem" ou "confusão" a esta palavra posteriormente. Caos é uma força catabólica, que gera por meio da cisão em oposição a Eros, que gera por meio da junção e união.
- Chronos (Χρόνος) — tempo
- Érebo (Έρεβος) — trevas/escuridão profunda
- Nix (Νύχ) — noite
- Eros (Έρως) — amor. O de "asas douradas". Não deve ser confundido com um dos erotes, filhos de Afrodite, que tinha o mesmo nome. Eros primordial é também chamado Protógono ("o primogênito"). Por vezes confundido com Fanes.
- Tártaros (Τάρταρος) — abismo, a parte mais profunda do submundo.
- Gaia (Γαία) — terra
- Urano (Ουρανός) — céu
- Ponto (Πόντος) — mar aberto, profundezas marinhas.
- Óreas (Oὔρεα) — montanhas
- Ananque (Ανάγκη) — destino, inevitabilidade.
- Tálassa (Θάλασσα) — mar costeiro, mar calmo.
- Hemera (Ημέρα) — luz do dia
- Éter (Αιθέρ) — céu superior, o ar puro e brilhante que os deuses respiravam, diferente do ar dos mortais.
- Nesos (Νήσοι) — ilhas
- Eurínome (Εὐρυνόμη) — planície dos mares
- Ofíon (Όφίων) — serpente dos ventos
- Fanes (Φάνης) — deus da criação

## Primeira geração
Os filhos dos seres primordiais:

### Caos sozinho
- Nix — deusa primordial da noite.
- Érebo — deus das trevas e abóboda do reino dos mortos.
- Gaia — a terra.
- Tártaro — o abismo,a parte mais profunda do submundo. "Tão distante da terra quanto a terra do céu".

### Gaia sozinha
- Urano — deus do céu, morada dos deuses venturosos.
- Ponto — deus do mar aberto, furioso e indomável.
- Óreas — deuses das montanhas, moradas das divinas ninfas.

### Gaia e Tártaro
- Gigantes (Γίγαντες) — Criados para serem o oposto dos deuses. Gaia os gerou pois enfureceu-se com Zeus, após aprisionar os titãs nas profundezas do Tártaro. Os gigantes podiam ser mortos se atacados por um deus e um mortal simultaneamente.
- Tifão (Τυφωεύς) — mais terrível monstro mitológico, tocava os céus com a cabeça, os braços estendidos tocavam o ocidente e o oriente, as espadas possuíam serpentes, dedos tinham dragões, era alado e da cintura para baixo era coberto de víboras; foi gerado por Gaia para derrotar Zeus, o que por pouco não conseguiu.
- Equidna (Έχιδνα) — Bela ninfa imortal com metade do corpo mulher e metade do corpo de serpente, mãe de todos os monstros, gerados de sua união com seu irmão Tifão.
- Campe (Κάμπη) — uma mulher dragão com a cintura repleta de cabeças de animais ferozes, era a carcereira dos ciclopes e hecatônquiros, encarregada de vigiar a prisão dos filhos de Urano, foi morta por Zeus durante a Titanomaquia.

### Gaia e Ponto
- Nereu (Νηρεύς) — o velho do mar, primitiva divindade do mar.
- Taumas (Θαύμας) — as maravilhas do mar
- Fórcis (Φόρκυς) — "o alvacento". A névoa do mar. Pai de monstros marinhos e ctônicos.
- Ceto (Κητώ) — mãe dos monstros e criaturas marinhas.
- Euríbia (Ευρυβία) — a fúria e violência do mar
- Caríbdis (Χάρυβδις) — o sorvedouro marinho
- As ninfas napeias  (Ναπαίαι) — elementares dos vales e selvas
- As ninfas oréades (Ὀρεάδες) ou orestíades (Όρεστιάδες) — elementares das montanhas e colinas
- As ninfas auloníades (Αυλονιάδες)  — elementares das pastagens
- As ninfas limáquides (Ληιμακίδες) ou limonídes (Ληιμονίδες) — elementares dos campos e pradarias
- As ninfas alseídes  (Αλσηΐδες) — elementares dos bosques e arvoredos
- As ninfas dríades (Δρυάδες) — elementares dos carvalhos, sua vida dependia da vivência da árvore.
- As ninfas hamadríades (Αμαδρυάδες) — elementares dos carvalhos. Faziam parte da árvore na qual nasceram.
- As ninfas antusas (Ανθούσαι) — elementares das flores
- As ninfas hileoros (Υληωροι) — elementares vigilantes dos bosques
- As ninfas epimélides (Επιμηλίδες) ou Hamamelides (Αμαμηλιάδες) ou Melides (Μηλίδες) — elementares dos pomares
- As ninfas perimélides (Περιμηλίδες) — elementares dos rebanhos

### Nix e Érebos
- Éter — deus da luz e do ar superior
- Hemera — deusa do dia
- Héspera — deusa do entardecer

### Nix sozinha
Segue abaixo a lista de daemones:
- Áclis (Αχλύς) — espírito da névoa mortal
- Adefagia (Αδηφαγία) — espírito da gula
- Adikia (Αδικία) — espírito da injustiça
- Aergia (Αεργία) — espírito da preguiça
- Afeleia (Αφέλεια) — espírito da simplicidade
- Agon (Αγών) — espírito das disputas e concursos.
- Aidos (Αιδώς) — espírito da modéstia, reverência e respeito.
- Alala (Αλαλά) — espírito do grito de guerra
- Alastor (Αλάστωρ) — espírito da vingança pela rixa de sangue.
- Aleteia (Αλήθεια) — espírito da verdade, honestidade e sinceridade.
- Algea (Αλγεα) — espíritos da dor e do sofrimento.
  - Acos (Αχος) — perigo, aflição.
  - Ania (Ανία) — dor, angústia.
  - Lupe (Λύπη) — pesar, sofrimento, tristeza.
- Alce (Αλκή) — espírito da coragem e valentia.
- Amecania (Αμηχανία) — espírito do desamparo
- Anfilogias (Aμφιλογία) — espírito das disputas, dos debates e das contendas.
- Anaideia (Αναίδεια) — espírito da crueldade
- Anaplekte (Αναπλέκτη) — espírito da morte violenta
- Androctasias (Ανδροκτασία) — espírito das mortes em batalha
- Angelia (Αγγελία) — espírito das mensagens, notícias e proclamações.
- Apáte (Απάτη) — espírito da fraude, do engano, da astúcia, da malícia da traição e da decepção.
- Aporia (Απορία) — espírito da dificuldade, perplexidade, impotência.
- Aras (Αραί) — espíritos das maldições
- Arete (Αρετή) — espírito da virtude, excelência, bondade e valor.
- Ate (Ατη) — espírito da ilusão, da paixão, da loucura, da insensatez, da imprudência e da ruína.
- Bia (Βία) — deusa da força, do poder e da violência.
- Cacia (Kακία) — espírito do vício e da imoralidade.
- Cairos (Καιρός) — espírito da oportunidade
- Calocagatia (Καλοκαγαθία) — espírito da nobreza
- Ker (Κήρ) — espírito da fatalidade
- Queres (Κήρες) — espíritos da fatalidade, da morte violenta.
- Caronte (Χάρων) — espírito guia dos mortos
- Coalemos (Κοάλεμος) — espírito da estupidez e loucura.
- Como (Κώμος) — espírito das orgias e da luxúria.
- Coros (Κόρος) — espírito do desdém
- Cratos (Κράτος) — deus da força e do poder de comando.
- Ctesios (Κτήσιος)  — espírito da proteção do lar e da propriedade.
- Deimos (Δείμος) — espírito do pavor, medo e terror.
- Diceosine (Δικαιοσύνη) — espírito da justiça e retidão.
- Dice (Δίκη) — deusa da Justiça, justos julgamentos e os direitos estabelecidos pelo costume e pela lei.
- Dolo (Δόλος) — espírito da malícia, da astúcia, das artimanhas e das trapaças.
- Disnomia (Δυσνομία) — espírito da ilegalidade e da desordem cívica.
- Dissébia (Δυσσέβια) — espírito da impiedade
- Irene (Ειρήνη) — deusa da paz
- Ecequeria (Εκεχειρία) — espírito da trégua, do desarmamento, do cessar das hostilidades.
- Eleos (Ελεος) — espírito da misericórdia, piedade e compaixão.
- Élpis (Ελπίς) — espírito da esperança
- Epialos (Επιάλλος) — espírito dos pesadelos
- Epidotes (Επιδώτης) — espírito dos ritos de purificação dos criminosos.
- Epifron (Επίφρων) — espírito da prudência, sagacidade e cuidado.
- Éris (Ερις) — espírito da discórdia
- Erotes (Ερωτες) — deuses do amor e da paixão:
  - Anteros (Αντέρως) — deus do amor não correspondido
  - Eros (Ερως) — deus do amor correspondido
  - Hedilogos (Ἡδύλογος) — deus da sedução
  - Himeros (Ιμερος) — deus do desejo
  - Pothos (Πόθος) — deus da paixão
- Ethos (Εθος), — espírito da moral e da ética
- Eucleia (Εύκλεια) — espírito da boa reputação.
- Eulábeia (Ευλάβεια) — espírito da discrição e da cautela.
- Eunômia (Ευνομία) — deusa da boa ordem e da boa conduta.
- Eufêmia (Ευφήμη) — espírito do louvor, da aclamação e do triunfo.
- Eupraxia (Εὐπραξία) — espírito da boa conduta
- Eusébia (Eυσέβια) — espírito da piedade, lealdade, respeito e dever.
- Eutênia (Ευθενία) — espírito da prosperidade e da abundância.
- Fama (Φήμη) — espírito da fama, dos rumores e fofocas.
- Filofrósine (Φιλοφροσύνη) — deusa da simpatia, da cordialidade.
- Filotes (Φιλότης) — espírito da amizade, do carinho e do afeto.
- Fonos (Φόνοι) — espírito dos assassinatos
- Frice (Φρίκη) — espírito do horror
- Ftisis (Φθίσις) — espírito da decadência e do desperdício
- Ftonos (Φθόνος) — espírito da inveja e do ciúme
- Fuge (Φύγη) — espírito da fuga e do exílio
- Gelos (Γέλως) — espírito do riso e da alegria
- Geras (Γήρας) — espírito da velhice
- Harmonia (Ἁρμονί α) — deusa da harmonia
- Hebe (Ήβη) — deusa da juventude
- Hedonê (Ἡδονή) — deusa do prazer
- Hespérides (Ἑσπερίδες) — ninfas que guardam os pomos de ouro no jardim de Hera
  - Egle (Αίγλη)
  - Eritia (Ερύθεια)
  - Aretusa (Ἀρέθουσα)
- Hesíquia (Ἡσυχία) — personificação do silencio e da quietude
- Homados (Ὅμαδος) — espírito do fragor da batalha
- Homonoia (Ὅμόνοια) — espírito da concórdia e da unanimidade
- Horcus (Ὅρκος) — espírito do juramento
- Horme (Ὅρμή) — espírito do impulso e da iniciativa, do trabalho e do esforço, da ação
- Híbride (Ὕβρις) — espírito do orgulho desmedido
- Hipnos (Ὕπνος) — deus do sono
- Hisminas (Ὑσμίναι) — espírito da luta e do combate
- Ioce (Ἰωκή) — espírito da perseguição no campo de batalha
- Iscnasia (Ἰσχασία) — espírito da devastação
- Lete (Λήθη) — deusa do esquecimento
- Limos (Λιμός) — espírito da fome
- Litas (Λιταί) — espíritos das orações
- Lugra (Λυγρά) — espírito dos venenos e das pragas
- Lissa (Λύσσα) — espírito da fúria e da loucura
- Macas (Μάχαι), espírito das batalhas:
  - Proioxis (Προίωξις) — espírito do ataque e do avanço
  - Palioxis (Παλίωξις) — espírito da retirada e do retrocesso
  - Cidoimos (Κυδοιμός) — espírito do tumulto e do alvoroço
- Mania (Μανία) — espírito da loucura, da insanidade e do êxtase
- Moiras (Μοίραι) — espíritos do destino:
  - Cloto (Κλωθώ) — a fiandeira
  - Láquesis (Λάχεσις) — a distribuidora
  - Átropos (Άτροπος) — a inevitável
- Momo (Μῶμος) — espírito da zombaria, da crítica e do cinismo
- Moros (Μόρος) — Deus da sorte e do destino, da morte e das criaturas do Tártaro
- Neikea (Νείκος) — espírito das brigas e rixas e reclamações
- Nêmesis (Νέμεσις) — deusa da vingança, da punição, do equilíbrio
- Nice (Νίκη) — deusa da vitória
- Nomos (Νόμος) — espírito da lei
- Queres (Νόσοι) — espíritos das doenças
- Nous (Νούς) — espírito do pensamento
- Oizus (Οϊζύς) — espírito da miséria e da desgraça
- Oletros (Ολεθρος) — espírito da destruição
- Oneiros (Ονειρος) — espírito dos sonhos
- Morfeu (Μορφεύς) — deus das formas
- Fântaso (Φάντασος) — deus das fantasias
- Ícelos (Ικελος) ou Ícelo (Fobetor) (Φοβήτωρ) — deus dos pesadelos
- Paregoros (Παρήγορος) — espírito do consolo e do conforto
- Peitarquia (Πειθαρχία) — espírito da obediência
- Peito (Πειθώ) — espírito da persuasão
- Pênia (Πενία) — espírito da pobreza
- Pentos (Πένθος) — espírito do luto, da tristeza, da lamentação
- Pistis (Πίστις) — espírito da confiança, da honestidade e da boa fé
- Plutos (Πλούτος, “riqueza”) — espírito da riqueza e da prosperidade
- Poinê (Ποίνη) — espírito da punição
- Polemos (Πόλεμος) — espírito da guerra
- Pompe (Πομπή) — espírito das procissões religiosas
- Ponos (Πόνος) — espírito do trabalho e da fadiga
- Poros (Πόρος) — espírito das oportunidades, meios e artifícios
- Praxidice (Πραξιδίκη) — espírito da justiça exata
- Profasis (Πρόφασις) — espírito das desculpas
- Pseudologos (Ψεύδος) — espírito das mentiras
- Ptoqueia (Πτωχεία) — espírito da mendicância
- Sofia (Σοφία) — espírito da sabedoria e do conhecimento
- Sóter (Σωτήρ) — espírito da salvação, da proteção e da preservação
- Soteria (Σωτηρία) — espírito da salvação, da proteção e da preservação
- Sofrósina (Σωφροσύνη) — espírito da moderação, auto-controle, temperança, discrição
- Estige (Στύξ) — deusa do ódio
- Tecmor (Τέκμωρ) — espírito da meta, da finalidade e do objetivo
- Telete (Τελετή, “consagração”) — espírito dos rituais de iniciação
- Tecne (Τέχνη) — personificação das habilidades e da arte
- Tânatos (Θάνατος) — deus da morte
- Trasos (Θράσος) — espírito da audácia, da ousadia
- Tique (Τύχη) — deusa da fortuna, mudança, providência
- Zelo (Ζῆλος) — espírito da rivalidade, da disputa e do zelo

## Segunda geração
A era dos titãs (Τιτάνες) e titânides (Τιτανίδες):
Urano depois de criado por Gaia passa a ser seu marido e protetor, sempre deitado sobre ela, gerando vida nela, copulando-a periodicamente com a chuva. Urano e Gaia geraram as criaturas: os titãs e as titânidas, os cíclopes, e os hecatônquiros. Após ser criado, Urano passa a ser o primeiro senhor do Cosmos, não demorando a se tornar também seu primeiro tirano.

### Titãs
- Oceano (Ωκεανός) — o grande rio que circula o mundo. Pais de todos os rios e fontes de água.
- Céos (Κοίος) — representa o norte. Titã do intelecto, da mente inquisitiva e do eixo do mundo.
- Crio (Κρείος) — representa o sul, ligado à constelação de Áries, titã responsável pelas constelações, pela mecânica dos astros e pelos ciclos celestiais.
- Hiperião (Υπερίων) — representa o leste (onde nascem o Sol e a Lua, seus filhos). Titã primordial do brilho celeste, da elevação e da observação.
- Jápeto (Ιαπετός) — representa o oeste, titã do ocaso, da mortalidade e ancestral da raça humana. Seus filhos representam aspectos da raça humana: Atlas (o peso e o fardo), Prometeu (a inteligência e criação), Epimeteu (a imprudência e o erro) e Menécio (a destruição pela Hybris: desmesura).
- Cronos (Κρόνος) — deus do tempo, mais tarde com apoio de Gaia esquartejou Urano tornando-se senhor do Universo.

### Titânides
- Teia (Θεία) — a deusa da visão, o esplendor que dá valor aos metais preciosos, especialmente ouro e prata, e a luz dos corpos celestes.
- Reia (Ρέα) — a deusa da fecundidade, maternidade e estabilidade, mãe dos deuses olímpicos.
- Têmis (Θέμις) — deusa da lei divina, ordem cósmica, justiça e costumes imemoriais.
- Mnemósine (Mνημοσύνη) — a deusa da memória, da transmissão oral e da tradição.
- Febe (Φοίβη) — "brilhante, pura", associada à luz profética, clarividência, sabedoria e oráculos; considerada a mais bela titânide, fundadora do Oráculo de Delfos
- Tétis (Τηθύς) — representa a fertilidade do mar e da água doce, consorte de Oceano.

### Ciclopes
Ciclopes (Κύκλωπες) — monstruosos seres de um olho apenas, responsáveis por forjar os relâmpagos
- Arges (Ἄργης)
- Estéropes (Στερόπης)
- Brontes (Βρόντης)

### Hecatônquiros
Hecatônquiros (Ἑκατόγχειρες) filhos de Gaia e de Urano. Seres também monstruosos, que possuíam cem braços sem forma e cinquenta cabeças que saem de seus ombros, auxiliaram Zeus a destronar Cronos.
- Coto (Κόττος)
- Briareu (Βριάρεως)
- Giges (Γύγης)

### Filhos do esperma de Urano
Quando Cronos castrou seu pai, na revolta dos titãs, seu ícor caiu em Gaia a fecundando, que gerou em diferentes tempos:
- Os gigantes  — gerados por Gaia para derrotar Zeus, pois Gaia se enfureceu quando este prendeu os titãs no tártaro, podiam ser mortos se atacados por um deus e um mortal simultaneamente (geralmente Héracles). Alcioneus, Efiates, Porfírio, Encélados, etc.
- As melíades (Μελιάδες) — elementares dos freixos, que cuidaram da criação de Zeus quando este era ainda um bebê e o protegeram de seu pai Cronos em uma caverna, onde era alimentado com leite e mel.

O ícor que caiu do Céu, fecundando Nix (Noite).
- Erínias (Ερινύες) — deusas da vingança, em especial do sangue paterno derramado:
  - Aleto (Αληκτώ)
  - Tisífone (Τισιφόνη)
  - Megera (Μέγαιρα)

O esperma que caiu no mar se desenvolveu em Tálassa deusa primordial do mar gerando:
- Afrodite (Αφροδίτη) — a deusa do amor. Foi para o monte Olimpo, com a vitória de Zeus, onde era a divindade mais antiga, casou-se com Hefesto

Mitos mais modernos fizeram de Afrodite filha de Zeus e Dione e mãe de Eros. Dione seria filha de Tálassa e Urano.
A deusa Afrodite gerou com os seguintes deuses:
Com Zeus gerou:
- As Cárites (Χάριτες) — deusas da graça, dos banquetes e festas:
  - Aglaia (Ἀγλαία)
  - Eufrosine (Εὐφροσύνη)
  - Talia (Θαλία)

Com Posídon gerou:
- Herofile (Ἡρόφιλη)
- Rode (Ρόδη)

Com Hermes gerou:
- Hermafrodito (Ἑρμαφρόδιτος) — que se fundiu com a ninfa Salmácis

Com Ares gerou:
Os Erotes: Eros, Anteros, Himeros e Pothos.
- Eros (Ἔρως) — deus do amor inconsequente, da afinidade, da união.
- Anteros (Ἀντέρως) — deus do amor retribuído, "amor devolvido" ou "contra-amor" e vingador do amor não correspondido.
- Hímeros (Ἵμερος) - deus do desejo sexual
- Pothos (Πόθος) - deus da paixão, anseio e desejos.
- Hedilogos (Ἡδύλογος) — deus da sedução, da bajulação e elogios.
- Também com Ares gerou:
- Harmonia (Ἁρμονία) — deusa da concórdia que casou com Cadmo, rei de Tebas
- Fobos (Φόβος) — deus do medo
- Deimos (Δεῖμος) — deus do terror

Com Apolo gerou:
- Himeneu (Ὑμέναιος) — deus das núpcias e do casamento

Com Dioniso gerou:
- Priapos (Πρίαπος) — deus da fecundidade dos jardins

Afrodite com o mortal Anquises gerou:
- Eneias (Αἰνείας) — o ancestral de Rômulo e Remo, fundadores de Roma.

Afrodite com o mortal Butes gerou:
- Erix (Έρυξ) — um rei da Sicília que foi morto por Héracles, durante suas viagens.

### Nereus e Dóris (Oceânide)
- Nérites (Νηρίτης) — transformado em molusco como castigo por disputar uma corrida com Apolo ou por rejeitar o amor de Afrodite.
- Ninfas nereidas (Νηρηίδες) — eram ao todo cinquenta, as principais eram:
  - Anfitrite (Ἀμφιτρίτη)
  - Dinamene (Δυναμένη)
  - Galateia (Γαλάτεια)
  - Psâmate (Ψάμαθη)
  - Tétis (Θέτις)

### Fórcis e Ceto
- Greias (Γραῖαι) — três velhas que compartilham um só olho e um só dente
  - Ênio (Ἐνυώ)
  - Pênfredo (Πεμφρηδώ)
  - Dino (Δεινώ)
- Górgona (Γοργώνες) — ser alado com serpentes na cabeça, com seu olhar transformava os seres vivos em pedra.
  - Esteno (Σθεννώ)
  - Euríale (Εὐρυάλη)
  - Medusa (Μέδουσα)
- Cila (Σκύλλα) — monstro marinho com seis cabeças saindo da cintura que devoravam os marinheiros
- Toosa (Θόωσα) — deusa marinha, mãe de Polifemo com Posídon
- Ladão (Λάδων) — dragão de cem cabeças que guardava os pomos de ourodas hespérides.
- Sereia (Σειρήνες) — mulheres-pássaro que levavam os marinheiros para a morte através de seu canto
  - Leucosia (Λευκωσία)
  - Partenope (Παρθενόπη)
  - Ligeia (Λιγεία)
- Hespérides (Ἑσπερίδες) — ninfas que guardam os pomos de ouro no jardim de Hera.
  - Egle (Αίγλη)
  - Erítia (Ερύθεια)
  - Aretusa (Ἀρέθουσα)

### Taumas e Electra (Oceânide)
- Harpias (Άρπυιαι) — seres com cabeça de mulher e corpo de águia, representavam os ventos marinhos que arrebatavam os marinheiros.
  - Aelo (Ἀελλώ)
  - Ocípite (Ωκυπέτη)
  - Celeno (Κελαινώ) ou Podarce (Ποδάρκη)
- Íris (Ἶρις) — deusa do arco-íris e mensageira de Hera.
- Arce (Ἀρκη) — irmã gêmea de Íris, mensageira dos titãs. Após a titanomaquia teve suas asas arrancadas por Zeus e foi jogada ao Tártaro.

### Crisaor e Calírroe (Oceânide)
- Gerião (Γηρυών) gigante com três troncos a partir da cintura
- Equidna (Ἔχιδνα) a mãe de todos os monstros com Tifão

### Reinado dos titãs
Em uma revolta organizada por Gaia contra a tirania de Urano, que devolvia seus filhos à Terra tirando-os do Céu, pois tinha medo de ser destronado, Cronos castrou seu pai Urano que perdeu seu poder. Assim, Cronos passou a reinar no mundo, com seus irmãos, os titãs. Nesse momento, os ciclopes e hecatônquiros já haviam sido presos no Tártaro por Urano.

## Terceira geração
Domínio dos filhos dos titãs.
Cronos, sabendo que seria destronado por um de seus filhos, devorava a todos logo que nasciam. Reia, sua esposa, o enganou e escondeu o mais novo, Zeus, que foi criado escondido pela ninfa Amalteia e pelos Curetes. Quando cresceu libertou seus irmãos do corpo de Cronos através de uma erva dada por Métis, libertou os cíclopes e os hecatônquiros — que imortalizou — e, unido a todos estes, realizou a titanomaquia, a luta contra os titãs, que vencidos foram jogados no Tártaro. Após isto teve que vencer duas ameaças enviadas por Gaia: os gigantes, contra os quais realizou a gigantomaquia com a ajuda de Héracles e o terrível Tifão contra a qual travou a mais difícil e derradeira batalha. Depois de tudo Zeus assim se torna o novo senhor do cosmo.

### Filhos de Céos e Febe
- Leto (Λητώ) — deusa do anoitecer
- Astéria (Αστερία) — deusa das estrelas
- Lelantos (Ληλαντος) — deus da brisa veloz

### Filhos de Oceano e Tétis (Titânide)
- Pótamos (Ποταμοί) — deuses dos rios. Eram ao todo três mil. Os principais eram:
  - Nilo, Erídano, Alfeu, Estrimão, Istro, Fásis, Aqueloo, Simóis, Escamandro
  - Os rios, com variados parceiros, geraram:
    - As ninfas néfeles (Νεφέλες) — elementares das nuvens
    - As ninfas náiades (Ναϊάδες) — elementares aquáticas.
      - As ninfas crineias (Κρηναιαι) — elementares das fontes
      - As ninfas pegeias (Πηγαιαι) — elementares das nascentes
      - As ninfas potâmides (Ποταμηίδες) — elementares dos rios
      - As ninfas limnades (Λιμνάδες) ou Limenídes (Λειμενίδες) — elementares dos lagos, lagoas
      - As ninfas heleiades (Ελειάδες) elementares dos pântanos
- Ninfas oceânides (Ωκεανίδες) — eram quarenta e uma no total, as principais eram:
  - Electra, Dóris, Clímene, Calírroe, Pluto, Europa, Métis, Tique (deusa da fortuna e da sorte), Calipso, Estige (rio do inferno), Eurínome, Leuce, Filira

### Filhos de Hiperião e Teia
- Hélios (Ἡλιος) deus Sol, condutor da carruagem do Sol, o que tudo vê. Se uniu com diversas mortais e ninfas:
  - Eetes (Αιήτης) — rei da Cólquida, com Perseis.
  - Pasífae (Πασιφάη) — esposa a do rei Mínos, com Crete.
  - Circe (Κίρκη) — deusa feiticeira, com Hécate.
  - Neerides (Νεαιρίδες) — duas ninfas Lampecia e Faetusa, com Neera.
  - Faetonte (Φαεθών) — mortal que ousou dirigir o carro do sol, com Clímene.
  - Helíades (Ηλιάδης) ou Faetontídes (Φαεθωντίδες) — irmãs de Faetonte, com Clímene.
  - Heliacos (Ηλιάκοι) — reis da ilha de Rodes, com Rode.
- Selene (Σελήνη) — deusa Lua
  - Menai (Μήναι) — 50 deusas dos meses lunares, com Endimião.
  - Ersa (Έρση), deusa do orvalho, com Zeus.
  - Pandia (Πανδία), deusa da Lua cheia, com Zeus ou com Pã.
  - Nemea (Νεμέα) — deusa de Neméia, com Zeus.
- Eos (Εώς) — deusa Aurora
  - Emátion (Ημαθίων) — rei da Arábia, com Titono.
  - Mêmnon (Μέμνων) — rei da Etiópia, com Titono.
  - Faeton (Φαεθών) — sacerdote de Afrodite, com Céfalo.

### Filhos de Crio e Euríbia (filha de Gaia e Ponto)
Astreu (Αστραίος) - associado aos céus, estrelas e ventos.
- os quatro Anemoi (Ανεμοι) — deuses dos quatro ventos, com Eos:
  - Zéfiro (Ζέφυρος) — Vento Oeste, brisa primaveril.
    - Carpo (Καρπω) — deus das frutas, com Clóris (primavera).
    - Antheia (άνθος) — deusa das flores, com Clóris.
    - Xantos (Χανθος) e Bálios (Βαλιος) — dois cavalos imortais, com a Harpia Podarge.

  - Bóreas (Βορέας) Vento Norte, vento invernal.
    - Quione (χιώνη) — ninfa néfele da neve, com Orítia.
    - Aura (Αὒρα) — ninfa néfele da brisa congelante, com Orítia
    - Boréades (Βορεάδαι) — Calais (Κάλαϊς) e Zetes (Ζήτης), com Orítia.

- Nóto (Νότος) — Vento Sul, quente e seco.

- Euro (Εύρος) — Vento Leste, quente e úmido.

- Astreia (Αστραία) — deusa da inocência e da pureza, com Eos.

- as seis Astra Planeta (Αστρα Πλανητα) — deuses das estrelas errantes, com Eos:
  - Héspero (Ἑσπερος) — estrela do entardecer, estrela de Vênus.
  - Eósforos (Εωσφορος) — estrela do alvorecer, estrela de Vênus.
  - Faeton (Φαεθων) — estrela de Júpiter
  - Faenon (Φαινων) — estrela de Saturno
  - Stilbon (Στιλβων) — estrela de Mercúrio
  - Piroeis (Πυροεις) — estrela de Marte

- Palas (Πάλλας) - associado ao combate, ao poder e à guerra.
  - Zelo (Ζήλος) — deus das disputas, com Estige.
  - Cratos (Κράτος) — deus do poder, com Estige.
  - Nice (Νίκη) — deusa da vitória, com Estige.
  - Bia (Βία) — deusa da violência, com Estige.
- Perses — (Πέρσης), associado à destruição e ao poder devastador:
  - Hécate (Ἑκάτη) — deusa da magia, dos mortos, das encruzilhadas, com Astéria.

### Filhos de Jápeto e Ásia (Oceânide)
Também eram considerados titãs
- Atlas (Άτλας) — Zeus, triunfante, na titanomaquia -luta contra os gigantes- castigou seus inimigos lançando-os no Tártaro, a região mais profunda do Hades, para que de lá nunca fugissem. Porém Atlas foi condenado a sustentar para sempre o céu sobre a Terra, sendo representado segurando o globo terrestre. Segundo algumas versões foi posteriormente libertado de seu fardo e tornou-se guardião dos Pilares de Hércules — o estreito de Gibraltar. Outra versão conta que Perseu o petrificou mostrando-lhe a cabeça que havia arrancado da Medusa, transformando-o nos montes Atlas.
  - Com Pleione ou Etra, as ninfas das estrelas:
    - Plêiades (Πλειάδες) — elementares da navegação
    - Híades (Υάδες) — elementares das chuvas
    - Hespérides (Ἑσπερίδες) — elementares do entardecer
    - Calipso (Καλυψώ)
    - Dione (Διώνη)
    - Maira (Μαίρα)
- Menoécio (Μενοίτιος) — forte e violento, era um gigante totalmente sem escrúpulos, esse titã foi morto por Zeus na titanomaquia e lançado as profundezas do Tártaros. Representa a hybris (desmesura).
- Epimeteu (Επιμηθεύς) — aquele que pensa depois, irmão de Prometeu, ficou responsável por distribuir as habilidades e qualidades para cada ser vivo, casou-se com Pandora, a primeira mulher, criada por Zeus como um castigo aos homens, mesmo após os conselhos de seu irmão que não confiava nos presentes de Zeus, e com ela gerou Pirra, que mais tarde se casou com Deucalião, filho de Prometeu.
  - com Pandora — foi pai da primeira mulher Pirra.
- Prometeu (Προμηθεύς) — aquele que pensa antes, trouxe o fogo de Zeus à Terra, tornando os homens seres inteligentes que puderam evoluir e distinguir-se dos outros animais, por isso foi condenado por Zeus a ficar acorrentado nos montes do Cáucaso, onde um abutre comia seu fígado todos os dias. Por ser Prometeu imortal, o seu fígado se regenerava pela noite, para ser comido no dia seguinte. Héracles o libertou mais tarde. É atribuído a Prometeu a criação dos homens a partir do húmus da terra.
  - com Pronoia ou Hesíone ou Celeno, foi pai de Deucalião, Lico, Quimero e Heleno.

### Idades do Homem
A raça humana, após criada, teria passado pelas seguintes idades.
- Idade de Ouro: Após a morte se transformavam em Daímones Epictonicos, intermediários entre os deuses e os Homens que agiam sobre a terra.
- Idade de Prata: Após a morte se transformavam em Daímones Hipoctonicos, intermediários entre os deuses e os Homens que agiam sob a terra.
- Idade de Bronze: Após a morte iam para o Hades e lá permaneciam (em Tártaro, Campos Elísios ou Campo das Lágrimas).
- Idade dos Heróis: Após a morte os heróis Justos iam para a Ilha dos Bem-Aventurados onde viviam como deuses governados por Cronos sem contato com os vivos, alguns se tornaram deuses ao irem para o Olimpo; os heróis injustos iam para o Hades, junto com os humanos normais.
- Idade de Ferro (até hoje): Após a morte iam para o Hades e lá permanecendo no seu estrato médio  — o Érebo — onde purgavam a vida terrena como sombras —, os considerados justos iam para os Campos Elíseos — paraíso onde ficavam mil anos até se apagar o que de terreno havia neles —, depois disto esqueciam toda a sua existência e segundo alguns reencarnavam e segundo outros realizavam metempsicose —  encarnar em outros seres vivos). os Injustos iam para as sombras do Tártaro para toda a eternidade).

### Filhos da Equidna e Tifão
- Ortros (Ὄρθρος) — cão de duas cabeças que guarda os bois de Gerião.
- Cérberos (Κέρβερος) — cão gigantesco de três cabeças, guardião do mundo inferior.
- Hidra de Lerna (Ὕδρα Λερναία) — serpente que se tivesse uma cabeça cortada cresciam duas no lugar).
- Quimera (Χίμαιρα) — com cabeça de leão, torso de cabra e parte posterior de dragão ou serpente, morta pelo herói Belerofonte).
- Esfinge (Σφίγξ) — monstro com corpo de leão, asas de águia, cabeça e busto de mulher.
- Leão da Nemeia (Λέων της Νεμέας) — leão do tamanho de um elefante com a pele invulnerável.
- Ladão (Δρακον Λάδων) — dragão das hespérides que guardava os Pomos-de-Ouro.
- Aeto Caucasio (Αετος Καυκασιος) — águia gigante que devorava o fígado de Prometeu.
- Porca de Cromion (Ὑς Κρομμυων) — porca alada que devastou Cromion e foi morta por Teseu.

### Filhos de Cronos e Reia
- Héstia deusa virgem da lareira e do lar, responsável pelo fogo e pelo bom funcionamento da casa, representada pela lareira.
- Poseidon[1] — deus dos mares, das águas subterrâneas, dos terremotos e dos cavalos. O terceiro filho dos titãs Cronos e Reia, seu símbolo é o tridente e os cavalos.
- Deméter — deusa da Agricultura, da colheita, da vegetação, responsável pelas estações do ano.
- Hades[1] — deus do Mundo Inferior, o Mundo dos Mortos.
- Hera — Senhora dos deuses, rainha do Olimpo, deuses e divindades. Deusa dos amores verdadeiros, protetora das mulheres, do casamento, do nascimento, da maternidade. É irmã e esposa de Zeus e mãe dos deuses Hebe, Hefesto e Ares.
- Zeus[1] — Senhor dos deuses, rei do Olimpo, deuses e divindades, senhor do Universo. Representa a ordem e a vitória da humanidade sobre as forças selvagens da natureza - representadas pelos titãs - distribui o bem e o mal, governa toda a humanidade e os imortais. Seu símbolo é o raio e a águia.
- Da união de Cronos com a ninfa Filira, nasceu o centauro treinador de heróis, Quíron.

## Casamentos de Zeus
Zeus teve diversos amores e filhos (muitas vezes Zeus se relacionava com mortais gerando heróis ou semideuses).
- Métis (Prudência, astúcia) — sua primeira esposa:
  - Atena — deusa da sabedoria, da justiça, das batalhas, da vitória; nascida das têmporas de Zeus, depois que este engoliu Métis grávida, pois segundo uma profecia seu segundo filho com Métis destronaria o pai assim como ele havia feito com Cronos. Após, Atena nasceu já adulta da cabeça de Zeus.
- com Têmis (Equidade, das leis):
  - Horas
    - Eunômia — Boa Norma
    - Dice — Ensino, normas
    - Irene — Paz

Existem mais dez horas que são guardiãs da ordem natural, do ciclo anual de crescimento da vegetação e das estações climáticas anuais
- Clóris — deusa das flores
- Carpo — deusa das frutas
- Acme — deusa do apogeu
- Anatole — deusa da alvorada
- Eupória — deusa da abundância
- Ortosia — deusa da prosperidade
- Ferusa — deusa do cultivo
- Gimnásia — deusa da ginástica e dos esportes
- Auxo — deusa do crescimento das plantas
- Talo - deusa do florescimento da plantas.
- Moiras
  - Cloto (Κλωθώ) — a fiandeira
  - Láquesis (Λάχεσις) — a distribuidora
  - Átropos (Άτροπος) — a inevitável
- com Eurínome (Beleza e alegria de viver):
  - Cárites
    - Aglaia
    - Eufrosina
    - Tália
- com Mnemósine (Domínio das Artes):
  - As nove Musas:
    - Calíope — poesia épica
      - Orfeu — com Apolo ou Eágro
      - Lino — com Apolo ou Eágro
      - Ialemos — com Apolo ou Eágro

    - Clio — história
    - Erato — lírica coral
    - Euterpe — música
    - Melpômene — tragédia
      - Sereias (Σειρήνες) — com Aqueloo
        - Leucosia (Λευκωσία)
        - Partenope (Παρθενόπη)
        - Ligeia (Λιγεία)

    - Polímnia — retórica
    - Tália — comédia
    - Terpsícore — dança
    - Urânia — astronomia
- com Leto (Dia e Noite) os gêmeos:
  - Apolo — deus do Sol, da luz e dos oráculos e mânticos, também da música, da poesia e da profecia além de protetor das musas. Deus muito belo, personificava o ideal grego de beleza masculina.
    - Asclépio — filho da mortal Corônis com Apolo, grande médico morto por Zeus, pois estava ressuscitando os mortos. Após sua morte foi divinizado se tornando o deus da cura e medicina.
      - Hígia — deusa da saúde, limpeza e sanidade, com Lampécia.
      - Panaceia — deusa da cura, com lampécia.
      - Iaso — deusa da recuperação de uma doença, com Lampécia.
      - Aceso — deusa do processo de cura, com Lampécia.
      - Egle — deusa da beleza dos corpos saudáveis, com Lampécia.

    - Himeneu — deus das Núpcias e do casamento, filho de Apolo com Afrodite.
    - Aristeu — deus da apicultura e do pastoreio, filho de Apolo com Cirene.

  - Ártemis — deusa da Lua e da caça, da castidade, dos animais selvagens, permaneceu eternamente virgem.
- com Deméter (deusa da agricultura):
  - Perséfone ou Coré — deusa relacionada a fecundidade da terra, esposa de Hades, passava quatro meses com do ano com o marido causando o outono/inverno, pois sua mãe Deméter entrava em luto e a terra não produzia, o restante do ano ela voltava ao Olimpo ficando com sua mãe causando o primavera/verão.
    - Zagreu — primeiro nascimento de Dioníso, com Zeus.
    - Iaco — portador da tocha dos mistérios de Eleusís, com Zeus.
    - Melinoe — deusa dos fantasmas e assombrações, com Zeus ou Hades.
    - Macaria — deusa dos Bem-Aventurados e da boa morte, com Hades.
- com Hera (Hierogamia - o Grande Casamento):
  - Hebe — Deusa da juventude)
    - Alexiares (Αλεξιαρης) — deus que protege a cidade, com Héracles.
    - Anicetos (Ανικητος) — deus que afasta a guerra, com Héracles.

  - Ilícia — Deusa do parto
  - Ares — Deus da guerra, das batalhas. Seu símbolo era o cão ou o abutre. Pai de Rômulo e Remo, fundadores de Roma).
  - Hefesto — Deus dos ferreiros, dos metais, da metalurgia, do fogo, criador das Tecnologias. Suas forjas depois de derrubado do Olimpo por Zeus foram colocadas no monte Etna, onde era auxiliado pelos ciclopes.
    - Cabiros (Κάβειροι) e Caberides (Καβειρίδες) — tribo mítica dos mistérios da Samothrákê, com Cabiros
    - Cárites (Χάριτες) — deusa do encanto e da graça, com Aglaia
      - Eucleia (Εὔκλεια) — deusa da boa glória
      - Eutênia (Εὐθηνία) — deusa da boa abundância
      - Eufeme (Εὐφήμη ou Εὐφημία) — deusa da boa reputação
      - Filofrósine (Φιλοφροσύνη) — deusa da amabilidade

    - Palicos (Πάλικοι) — deuses gêmeos dos gêiseres, com Etna.
- com Maia (Conhecimento do Visível e do Invisível):
  - Hermes — mensageiro dos deuses, deus do comércio, o seu símbolo era o caduceu - hoje alguns acham que é o símbolo da medicina, mas erroneamente, pois o símbolo da medicina é o cajado de Esculápio, que se difere principalmente no fato de ter apenas uma serpente, diferente do cetro de Hermes que possui duas, segundo a semiologia médica), também era o protector dos ladrões, viajantes e mercadores.
- com a mortal Alcmena (Força e Destemor):
  - Héracles (O Grande Herói) — depois da sua morte foi divinizado, indo para o Olimpo onde se casou com a deusa Hebe (Juventude).
- com a mortal Dânae (Inteligência e poder):
  - Perseus — o herói matador da Górgona Medusa e libertador da princesa Andrômeda com quem se casou, ao morrer foi colocado nos céus entre as estrelas.
- com a mortal Sêmele (vinho e Alegria)
  - Dioniso — Deus do vinho, das festas, da loucura, da embriaguez, das orgias. Era servido por mulheres as ménades e pelos sátiros seus irmãos adotivos). As festas do mundo greco-romano aconteciam, geralmente, em sua homenagem. Seus símbolos são as uvas, parreiras, vinho e a pele de leopardo.

## Filhos de Posêidon
- Tritão, deus marinho que acalmava as ondas, com a nereida Anfitrite.
- Proteu, o pastor dos rebanhos de Poseidon, com Anfitrite.
- Rode, deusa marinha protetora da ilha de Rodes, com Anfitrite.
- Cimopoleia, deusa marinha das tempestades, com Anfitrite.
- Bentesicime, deusa marinha das ondas profundas,com Anfitrite.
- de Poseidon com Deméter, nasceram Despina, deusa dos mistérios dos cultos arcádios e Árion, um cavalo imortal.
- de Poseidon com a mortal Eurimede, nasceu Belerofonte o matador da Quimera.
- de Poseidon com a mortal Etra, nasceu Teseu o matador do Minotauro.

## Filhos de outros deuses:
- de Deméter com o mortal Iasião, Pluto, deus da riqueza.
- da nereide Tétis com o mortal Peleu, nasceu o herói Aquiles.

## Outros deuses
- Sabázio — filho de Zeus e Perséfone, com culto e atribuições semelhantes a Dionísio, era essencialmente oriental, não fazendo parte, propriamente, do panteão grego.
- Adônis — jovem de grande beleza que nasceu das relações incestuosas que o rei Cíniras, de Chipre, manteve com a sua filha Mirra. A deusa grega Afrodite, apaixonou-se por ele, e o deus Ares, amante de Afrodite, ao saber envia um javali para matá-lo. Após sua morte foi divinizado tornado-se deus da vegetação que morre no inverno (descendo aos infernos e juntando-se a Perséfone) e regressa à Terra na primavera (para juntar-se a Afrodite)
- Psiquê — uma bela mortal, filha de um rei da Anatólia, por quem Eros se apaixonou. Após ser imortalizada, se tornou a deusa da alma. Com Eros teve Hedonê (o prazer)
- Ganímedes — Um belo mortal, príncipe de Troia, por quem Zeus se apaixonou, metamorfoseando-se em águia para raptá-lo e levá-lo ao Olimpo, onde tornou-se um imortal e passou a servir o néctar aos deuses, substituindo Hebe. Zeus o homenageou transformando-o, posteriormente, na constelação de Aquário.
- Glauco — Segundo Ovídio, um pescador mortal, que acidentalmente descobriu uma erva mágica capaz de ressuscitar os peixes. Após experimentá-la em si mesmo seus ombros alargaram, seus cabelos se tornaram verdes como o mar e suas pernas se transformaram em uma cauda de peixe. Foi acolhido pelas divindades marinhas e teve a permissão de Oceano e Tétis para se tornar um imortal. Em outras versões seria filho de Nereus.

## Gráfico das famílias dos deuses
|.| |,|-|v|-|-|'| |!| | | | | | | | | | | | | | | | | | | | | }}
|.| | | | | }}
|         |         |         |         |         |         |         |         | Caos      | Caos      | Caos      | Caos      | Caos      | Caos      |          |          | Chronos  | Chronos  | Chronos  | Chronos  | Chronos | Chronos |        |        |        |        |         |         |         |         |           |           |           |           |           |           |          |          |               |               |               |               |               |               |          |          |            |            |            |            |            |            |         |         |              |              |              |              |              |              |         |         |         |         |         |         |         |         |        |        |           |           |           |           |           |           |  |  |  |  |  |  |  |  |  |  |  |  |  |  |  |  |  |  |  |  |  |  |  |  |  |  |  |  |  |  |  |  |  |  |  |  |  |  |  |  |  |  |  |  |
|         |         |         |         |         |         |         |         | Caos      | Caos      | Caos      | Caos      | Caos      | Caos      |          |          | Chronos  | Chronos  | Chronos  | Chronos  | Chronos | Chronos |        |        |        |        |         |         |         |         |           |           |           |           |           |           |          |          |               |               |               |               |               |               |          |          |            |            |            |            |            |            |         |         |              |              |              |              |              |              |         |         |         |         |         |         |         |         |        |        |           |           |           |           |           |           |  |  |  |  |  |  |  |  |  |  |  |  |  |  |  |  |  |  |  |  |  |  |  |  |  |  |  |  |  |  |  |  |  |  |  |  |  |  |  |  |  |  |  |  |
|         |         |         |         |         |         |         |         |           |           |           |           |           |           |          |          |          |          |          |          |         |         |        |        |        |        |         |         |         |         |           |           |           |           |           |           |          |          |               |               |               |               |               |               |          |          |            |            |            |            |            |            |         |         |              |              |              |              |              |              |         |         |         |         |         |         |         |         |        |        |           |           |           |           |           |           |  |  |  |  |  |  |  |  |  |  |  |  |  |  |  |  |  |  |  |  |  |  |  |  |  |  |  |  |  |  |  |  |  |  |  |  |  |  |  |  |  |  |  |  |
| Tártaro | Tártaro | Tártaro | Tártaro | Tártaro | Tártaro |         |         | Gaia      | Gaia      | Gaia      | Gaia      | Gaia      | Gaia      |          |          | Eros     | Eros     | Eros     | Eros     | Eros    | Eros    |        |        |        |        |         |         | Nix     | Nix     | Nix       | Nix       | Nix       | Nix       |           |           | Érebo    | Érebo    | Érebo         | Érebo         | Érebo         | Érebo         |               |               | Anteros  | Anteros  | Anteros    | Anteros    | Anteros    | Anteros    |            |            |         |         |              |              |              |              |              |              |         |         |         |         |         |         |         |         |        |        |           |           |           |           |           |           |  |  |  |  |  |  |  |  |  |  |  |  |  |  |  |  |  |  |  |  |  |  |  |  |  |  |  |  |  |  |  |  |  |  |  |  |  |  |  |  |  |  |  |  |
| Tártaro | Tártaro | Tártaro | Tártaro | Tártaro | Tártaro |         |         | Gaia      | Gaia      | Gaia      | Gaia      | Gaia      | Gaia      |          |          | Eros     | Eros     | Eros     | Eros     | Eros    | Eros    |        |        |        |        |         |         | Nix     | Nix     | Nix       | Nix       | Nix       | Nix       |           |           | Érebo    | Érebo    | Érebo         | Érebo         | Érebo         | Érebo         |               |               | Anteros  | Anteros  | Anteros    | Anteros    | Anteros    | Anteros    |            |            |         |         |              |              |              |              |              |              |         |         |         |         |         |         |         |         |        |        |           |           |           |           |           |           |  |  |  |  |  |  |  |  |  |  |  |  |  |  |  |  |  |  |  |  |  |  |  |  |  |  |  |  |  |  |  |  |  |  |  |  |  |  |  |  |  |  |  |  |
|         |         |         |         |         |         |         |         |           |           |           |           |           |           |          |          |          |          |          |          |         |         |        |        |        |        |         |         |         |         |           |           |           |           |           |           |          |          |               |               |               |               |               |               |          |          |            |            |            |            |            |            |         |         |              |              |              |              |              |              |         |         |         |         |         |         |         |         |        |        |           |           |           |           |           |           |  |  |  |  |  |  |  |  |  |  |  |  |  |  |  |  |  |  |  |  |  |  |  |  |  |  |  |  |  |  |  |  |  |  |  |  |  |  |  |  |  |  |  |  |
|         |         |         |         |         |         |         |         |           |           |           |           |           |           |          |          |          |          |          |          |         |         |        |        |        |        |         |         |         |         |           |           |           |           |           |           |          |          |               |               |               |               |               |               |          |          |            |            |            |            |            |            |         |         |              |              |              |              |              |              |         |         |         |         |         |         |         |         |        |        |           |           |           |           |           |           |  |  |  |  |  |  |  |  |  |  |  |  |  |  |  |  |  |  |  |  |  |  |  |  |  |  |  |  |  |  |  |  |  |  |  |  |  |  |  |  |  |  |  |  |
|         |         |         |         |         |         |         |         |           |           |           |           |           |           |          |          | Óreas    | Óreas    | Óreas    | Óreas    | Óreas   | Óreas   |        |        | Ponto  | Ponto  | Ponto   | Ponto   | Ponto   | Ponto   |           |           |           |           |           |           |          |          |               |               |               |               |               |               |          |          |            |            |            |            |            |            |         |         |              |              |              |              |              |              |         |         |         |         |         |         |         |         |        |        |           |           |           |           |           |           |  |  |  |  |  |  |  |  |  |  |  |  |  |  |  |  |  |  |  |  |  |  |  |  |  |  |  |  |  |  |  |  |  |  |  |  |  |  |  |  |  |  |  |  |
|         |         |         |         |         |         |         |         |           |           |           |           |           |           |          |          | Óreas    | Óreas    | Óreas    | Óreas    | Óreas   | Óreas   |        |        | Ponto  | Ponto  | Ponto   | Ponto   | Ponto   | Ponto   |           |           |           |           |           |           |          |          |               |               |               |               |               |               |          |          |            |            |            |            |            |            |         |         |              |              |              |              |              |              |         |         |         |         |         |         |         |         |        |        |           |           |           |           |           |           |  |  |  |  |  |  |  |  |  |  |  |  |  |  |  |  |  |  |  |  |  |  |  |  |  |  |  |  |  |  |  |  |  |  |  |  |  |  |  |  |  |  |  |  |
|         |         |         |         |         |         |         |         |           |           |           |           |           |           |          |          |          |          |          |          |         |         |        |        |        |        |         |         |         |         |           |           |           |           |           |           |          |          |               |               |               |               |               |               |          |          |            |            |            |            |            |            |         |         |              |              |              |              |              |              |         |         |         |         |         |         |         |         |        |        |           |           |           |           |           |           |  |  |  |  |  |  |  |  |  |  |  |  |  |  |  |  |  |  |  |  |  |  |  |  |  |  |  |  |  |  |  |  |  |  |  |  |  |  |  |  |  |  |  |  |
|         |         |         |         |         |         |         |         |           |           |           |           |           |           |          |          |          |          |          |          |         |         |        |        |        |        |         |         |         |         |           |           |           |           |           |           |          |          |               |               |               |               |               |               |          |          |            |            |            |            |            |            |         |         |              |              |              |              |              |              |         |         |         |         |         |         |         |         |        |        |           |           |           |           |           |           |  |  |  |  |  |  |  |  |  |  |  |  |  |  |  |  |  |  |  |  |  |  |  |  |  |  |  |  |  |  |  |  |  |  |  |  |  |  |  |  |  |  |  |  |
|         |         |         |         |         |         |         |         |           |           |           |           |           |           |          |          |          |          |          |          |         |         |        |        |        |        |         |         |         |         |           |           |           |           |           |           |          |          |               |               |               |               |               |               |          |          |            |            |            |            |            |            |         |         |              |              |              |              |              |              |         |         |         |         |         |         |         |         |        |        |           |           |           |           |           |           |  |  |  |  |  |  |  |  |  |  |  |  |  |  |  |  |  |  |  |  |  |  |  |  |  |  |  |  |  |  |  |  |  |  |  |  |  |  |  |  |  |  |  |  |
|         |         |         |         |         |         |         |         | Urano     | Urano     | Urano     | Urano     | Urano     | Urano     |          |          |          |          | Éter     | Éter     | Éter    | Éter    | Éter   | Éter   |        |        | Momo    | Momo    | Momo    | Momo    | Momo      | Momo      |           |           | Moros     | Moros     | Moros    | Moros    | Moros         | Moros         |               |               | Hipnos        | Hipnos        | Hipnos   | Hipnos   | Hipnos     | Hipnos     |            |            | Queres     | Queres     | Queres  | Queres  | Queres       | Queres       |              |              | Apáte        | Apáte        | Apáte   | Apáte   | Apáte   | Apáte   |         |         | Geras   | Geras   | Geras  | Geras  | Geras     | Geras     |           |           |           |           |  |  |  |  |  |  |  |  |  |  |  |  |  |  |  |  |  |  |  |  |  |  |  |  |  |  |  |  |  |  |  |  |  |  |  |  |  |  |  |  |  |  |  |  |
|         |         |         |         |         |         |         |         | Urano     | Urano     | Urano     | Urano     | Urano     | Urano     |          |          |          |          | Éter     | Éter     | Éter    | Éter    | Éter   | Éter   |        |        | Momo    | Momo    | Momo    | Momo    | Momo      | Momo      |           |           | Moros     | Moros     | Moros    | Moros    | Moros         | Moros         |               |               | Hipnos        | Hipnos        | Hipnos   | Hipnos   | Hipnos     | Hipnos     |            |            | Queres     | Queres     | Queres  | Queres  | Queres       | Queres       |              |              | Apáte        | Apáte        | Apáte   | Apáte   | Apáte   | Apáte   |         |         | Geras   | Geras   | Geras  | Geras  | Geras     | Geras     |           |           |           |           |  |  |  |  |  |  |  |  |  |  |  |  |  |  |  |  |  |  |  |  |  |  |  |  |  |  |  |  |  |  |  |  |  |  |  |  |  |  |  |  |  |  |  |  |
|         |         |         |         |         |         |         |         |           |           |           |           |           |           |          |          |          |          |          |          |         |         |        |        |        |        |         |         |         |         |           |           |           |           |           |           |          |          |               |               |               |               |               |               |          |          |            |            |            |            |            |            |         |         |              |              |              |              |              |              |         |         |         |         |         |         |         |         |        |        |           |           |           |           |           |           |  |  |  |  |  |  |  |  |  |  |  |  |  |  |  |  |  |  |  |  |  |  |  |  |  |  |  |  |  |  |  |  |  |  |  |  |  |  |  |  |  |  |  |  |
|         |         |         |         |         |         |         |         |           |           |           |           |           |           |          |          |          |          |          |          |         |         | Hemera | Hemera | Hemera | Hemera | Hemera  | Hemera  |         |         | Ponos     | Ponos     | Ponos     | Ponos     | Ponos     | Ponos     |          |          | Tânato        | Tânato        | Tânato        | Tânato        | Tânato        | Tânato        |          |          | Hespérides | Hespérides | Hespérides | Hespérides | Hespérides | Hespérides |         |         | Nêmesis      | Nêmesis      | Nêmesis      | Nêmesis      | Nêmesis      | Nêmesis      |         |         | Filotes | Filotes | Filotes | Filotes | Filotes | Filotes |        |        | Éris      | Éris      | Éris      | Éris      | Éris      | Éris      |  |  |  |  |  |  |  |  |  |  |  |  |  |  |  |  |  |  |  |  |  |  |  |  |  |  |  |  |  |  |  |  |  |  |  |  |  |  |  |  |  |  |  |  |
|         |         |         |         |         |         |         |         |           |           |           |           |           |           |          |          |          |          |          |          |         |         | Hemera | Hemera | Hemera | Hemera | Hemera  | Hemera  |         |         | Ponos     | Ponos     | Ponos     | Ponos     | Ponos     | Ponos     |          |          | Tânato        | Tânato        | Tânato        | Tânato        | Tânato        | Tânato        |          |          | Hespérides | Hespérides | Hespérides | Hespérides | Hespérides | Hespérides |         |         | Nêmesis      | Nêmesis      | Nêmesis      | Nêmesis      | Nêmesis      | Nêmesis      |         |         | Filotes | Filotes | Filotes | Filotes | Filotes | Filotes |        |        | Éris      | Éris      | Éris      | Éris      | Éris      | Éris      |  |  |  |  |  |  |  |  |  |  |  |  |  |  |  |  |  |  |  |  |  |  |  |  |  |  |  |  |  |  |  |  |  |  |  |  |  |  |  |  |  |  |  |  |
|         |         |         |         |         |         |         |         |           |           |           |           |           |           |          |          |          |          |          |          |         |         |        |        |        |        |         |         |         |         |           |           |           |           |           |           |          |          |               |               |               |               |               |               |          |          |            |            |            |            |            |            |         |         |              |              |              |              |              |              |         |         |         |         |         |         |         |         |        |        |           |           |           |           |           |           |  |  |  |  |  |  |  |  |  |  |  |  |  |  |  |  |  |  |  |  |  |  |  |  |  |  |  |  |  |  |  |  |  |  |  |  |  |  |  |  |  |  |  |  |
| Tifão   | Tifão   | Tifão   | Tifão   | Tifão   | Tifão   |         |         |           |           |           |           |           |           | Ciclopes | Ciclopes | Ciclopes | Ciclopes | Ciclopes | Ciclopes |         |         | Reia   | Reia   | Reia   | Reia   | Reia    | Reia    |         |         | Febe      | Febe      | Febe      | Febe      | Febe      | Febe      |          |          | Hecatônquiros | Hecatônquiros | Hecatônquiros | Hecatônquiros | Hecatônquiros | Hecatônquiros |          |          | Oceano     | Oceano     | Oceano     | Oceano     | Oceano     | Oceano     |         |         |              |              |              |              | Equidna      | Equidna      | Equidna | Equidna | Equidna | Equidna |         |         |         |         |        |        |           |           |           |           |           |           |  |  |  |  |  |  |  |  |  |  |  |  |  |  |  |  |  |  |  |  |  |  |  |  |  |  |  |  |  |  |  |  |  |  |  |  |  |  |  |  |  |  |  |  |
| Tifão   | Tifão   | Tifão   | Tifão   | Tifão   | Tifão   |         |         |           |           |           |           |           |           | Ciclopes | Ciclopes | Ciclopes | Ciclopes | Ciclopes | Ciclopes |         |         | Reia   | Reia   | Reia   | Reia   | Reia    | Reia    |         |         | Febe      | Febe      | Febe      | Febe      | Febe      | Febe      |          |          | Hecatônquiros | Hecatônquiros | Hecatônquiros | Hecatônquiros | Hecatônquiros | Hecatônquiros |          |          | Oceano     | Oceano     | Oceano     | Oceano     | Oceano     | Oceano     |         |         |              |              |              |              | Equidna      | Equidna      | Equidna | Equidna | Equidna | Equidna |         |         |         |         |        |        |           |           |           |           |           |           |  |  |  |  |  |  |  |  |  |  |  |  |  |  |  |  |  |  |  |  |  |  |  |  |  |  |  |  |  |  |  |  |  |  |  |  |  |  |  |  |  |  |  |  |
|         |         |         |         |         |         |         |         |           |           |           |           |           |           |          |          |          |          | Cronos   | Cronos   | Cronos  | Cronos  | Cronos | Cronos |        |        | Céos    | Céos    | Céos    | Céos    | Céos      | Céos      |           |           | Hiperião  | Hiperião  | Hiperião | Hiperião | Hiperião      | Hiperião      |               |               | Jápeto        | Jápeto        | Jápeto   | Jápeto   | Jápeto     | Jápeto     |            |            |            |            |         |         | Tétis        | Tétis        | Tétis        | Tétis        | Tétis        | Tétis        |         |         |         |         |         |         |         |         |        |        |           |           |           |           |           |           |  |  |  |  |  |  |  |  |  |  |  |  |  |  |  |  |  |  |  |  |  |  |  |  |  |  |  |  |  |  |  |  |  |  |  |  |  |  |  |  |  |  |  |  |
|         |         |         |         |         |         |         |         |           |           |           |           |           |           |          |          |          |          | Cronos   | Cronos   | Cronos  | Cronos  | Cronos | Cronos |        |        | Céos    | Céos    | Céos    | Céos    | Céos      | Céos      |           |           | Hiperião  | Hiperião  | Hiperião | Hiperião | Hiperião      | Hiperião      |               |               | Jápeto        | Jápeto        | Jápeto   | Jápeto   | Jápeto     | Jápeto     |            |            |            |            |         |         | Tétis        | Tétis        | Tétis        | Tétis        | Tétis        | Tétis        |         |         |         |         |         |         |         |         |        |        |           |           |           |           |           |           |  |  |  |  |  |  |  |  |  |  |  |  |  |  |  |  |  |  |  |  |  |  |  |  |  |  |  |  |  |  |  |  |  |  |  |  |  |  |  |  |  |  |  |  |
|         |         |         |         |         |         |         |         |           |           |           |           |           |           |          |          |          |          |          |          |         |         |        |        |        |        |         |         |         |         |           |           |           |           |           |           |          |          |               |               |               |               |               |               |          |          |            |            |            |            |            |            |         |         |              |              |              |              |              |              |         |         |         |         |         |         |         |         |        |        |           |           |           |           |           |           |  |  |  |  |  |  |  |  |  |  |  |  |  |  |  |  |  |  |  |  |  |  |  |  |  |  |  |  |  |  |  |  |  |  |  |  |  |  |  |  |  |  |  |  |
|         |         |         |         |         |         |         |         |           |           |           |           |           |           |          |          |          |          |          |          |         |         |        |        |        |        |         |         |         |         |           |           |           |           |           |           |          |          |               |               |               |               |               |               |          |          |            |            |            |            |            |            |         |         |              |              |              |              |              |              |         |         |         |         |         |         |         |         |        |        |           |           |           |           |           |           |  |  |  |  |  |  |  |  |  |  |  |  |  |  |  |  |  |  |  |  |  |  |  |  |  |  |  |  |  |  |  |  |  |  |  |  |  |  |  |  |  |  |  |  |
|         |         |         |         |         |         |         |         | Electrião | Electrião | Electrião | Electrião | Electrião | Electrião |          |          |          |          |          |          |         |         |        |        |        |        |         |         |         |         |           |           |           |           |           |           |          |          |               |               |               |               |               |               |          |          | Melíades   | Melíades   | Melíades   | Melíades   | Melíades   | Melíades   |         |         |              |              |              |              |              |              |         |         | Inaco   | Inaco   | Inaco   | Inaco   | Inaco   | Inaco   |        |        | Oceânides | Oceânides | Oceânides | Oceânides | Oceânides | Oceânides |  |  |  |  |  |  |  |  |  |  |  |  |  |  |  |  |  |  |  |  |  |  |  |  |  |  |  |  |  |  |  |  |  |  |  |  |  |  |  |  |  |  |  |  |
|         |         |         |         |         |         |         |         | Electrião | Electrião | Electrião | Electrião | Electrião | Electrião |          |          |          |          |          |          |         |         |        |        |        |        |         |         |         |         |           |           |           |           |           |           |          |          |               |               |               |               |               |               |          |          | Melíades   | Melíades   | Melíades   | Melíades   | Melíades   | Melíades   |         |         |              |              |              |              |              |              |         |         | Inaco   | Inaco   | Inaco   | Inaco   | Inaco   | Inaco   |        |        | Oceânides | Oceânides | Oceânides | Oceânides | Oceânides | Oceânides |  |  |  |  |  |  |  |  |  |  |  |  |  |  |  |  |  |  |  |  |  |  |  |  |  |  |  |  |  |  |  |  |  |  |  |  |  |  |  |  |  |  |  |  |
|         |         |         |         |         |         |         |         |           |           |           |           |           |           |          |          |          |          |          |          |         |         |        |        |        |        |         |         |         |         |           |           |           |           |           |           |          |          |               |               |               |               |               |               |          |          |            |            |            |            |            |            |         |         |              |              |              |              |              |              |         |         |         |         |         |         |         |         |        |        |           |           |           |           |           |           |  |  |  |  |  |  |  |  |  |  |  |  |  |  |  |  |  |  |  |  |  |  |  |  |  |  |  |  |  |  |  |  |  |  |  |  |  |  |  |  |  |  |  |  |
|         |         |         |         |         |         |         |         |           |           |           |           |           |           |          |          |          |          |          |          |         |         |        |        |        |        |         |         |         |         |           |           |           |           |           |           |          |          |               |               |               |               |               |               |          |          |            |            |            |            |            |            |         |         |              |              |              |              |              |              |         |         |         |         |         |         |         |         |        |        |           |           |           |           |           |           |  |  |  |  |  |  |  |  |  |  |  |  |  |  |  |  |  |  |  |  |  |  |  |  |  |  |  |  |  |  |  |  |  |  |  |  |  |  |  |  |  |  |  |  |
|         |         |         |         |         |         |         |         |           |           |           |           |           |           |          |          |          |          |          |          |         |         |        |        |        |        |         |         |         |         |           |           |           |           |           |           |          |          |               |               |               |               |               |               |          |          |            |            |            |            |            |            |         |         |              |              |              |              |              |              |         |         |         |         |         |         |         |         |        |        |           |           |           |           |           |           |  |  |  |  |  |  |  |  |  |  |  |  |  |  |  |  |  |  |  |  |  |  |  |  |  |  |  |  |  |  |  |  |  |  |  |  |  |  |  |  |  |  |  |  |
|         |         |         |         |         |         |         |         |           |           |           |           |           |           |          |          |          |          |          |          |         |         |        |        |        |        |         |         |         |         |           |           |           |           |           |           |          |          |               |               |               |               |               |               |          |          |            |            |            |            |            |            |         |         |              |              |              |              |              |              |         |         |         |         |         |         |         |         |        |        |           |           |           |           |           |           |  |  |  |  |  |  |  |  |  |  |  |  |  |  |  |  |  |  |  |  |  |  |  |  |  |  |  |  |  |  |  |  |  |  |  |  |  |  |  |  |  |  |  |  |
|         |         |         |         |         |         | Licínio | Licínio | Licínio   | Licínio   | Licínio   | Licínio   |           |           | Héstia   | Héstia   | Héstia   | Héstia   | Héstia   | Héstia   |         |         | Hera   | Hera   | Hera   | Hera   | Hera    | Hera    |         |         | Deméter   | Deméter   | Deméter   | Deméter   | Deméter   | Deméter   |          |          | Latona        | Latona        | Latona        | Latona        | Latona        | Latona        |          |          | Prometeu   | Prometeu   | Prometeu   | Prometeu   | Prometeu   | Prometeu   |         |         | Pleione      | Pleione      | Pleione      | Pleione      | Pleione      | Pleione      |         |         |         |         |         |         |         |         |        |        |           |           |           |           |           |           |  |  |  |  |  |  |  |  |  |  |  |  |  |  |  |  |  |  |  |  |  |  |  |  |  |  |  |  |  |  |  |  |  |  |  |  |  |  |  |  |  |  |  |  |
|         |         |         |         |         |         | Licínio | Licínio | Licínio   | Licínio   | Licínio   | Licínio   |           |           | Héstia   | Héstia   | Héstia   | Héstia   | Héstia   | Héstia   |         |         | Hera   | Hera   | Hera   | Hera   | Hera    | Hera    |         |         | Deméter   | Deméter   | Deméter   | Deméter   | Deméter   | Deméter   |          |          | Latona        | Latona        | Latona        | Latona        | Latona        | Latona        |          |          | Prometeu   | Prometeu   | Prometeu   | Prometeu   | Prometeu   | Prometeu   |         |         | Pleione      | Pleione      | Pleione      | Pleione      | Pleione      | Pleione      |         |         |         |         |         |         |         |         |        |        |           |           |           |           |           |           |  |  |  |  |  |  |  |  |  |  |  |  |  |  |  |  |  |  |  |  |  |  |  |  |  |  |  |  |  |  |  |  |  |  |  |  |  |  |  |  |  |  |  |  |
| Sêmele  | Sêmele  | Sêmele  | Sêmele  | Sêmele  | Sêmele  |         |         |           |           | Alcmena   | Alcmena   | Alcmena   | Alcmena   | Alcmena  | Alcmena  |          |          | Hades    | Hades    | Hades   | Hades   | Hades  | Hades  |        |        | Posidão | Posidão | Posidão | Posidão | Posidão   | Posidão   |           |           | Zeus      | Zeus      | Zeus     | Zeus     | Zeus          | Zeus          |               |               | Epimeteu      | Epimeteu      | Epimeteu | Epimeteu | Epimeteu   | Epimeteu   |            |            | Atlas      | Atlas      | Atlas   | Atlas   | Atlas        | Atlas        |              |              |              |              |         |         |         |         |         |         |         |         |        |        |           |           |           |           |           |           |  |  |  |  |  |  |  |  |  |  |  |  |  |  |  |  |  |  |  |  |  |  |  |  |  |  |  |  |  |  |  |  |  |  |  |  |  |  |  |  |  |  |  |  |
| Sêmele  | Sêmele  | Sêmele  | Sêmele  | Sêmele  | Sêmele  |         |         |           |           | Alcmena   | Alcmena   | Alcmena   | Alcmena   | Alcmena  | Alcmena  |          |          | Hades    | Hades    | Hades   | Hades   | Hades  | Hades  |        |        | Posidão | Posidão | Posidão | Posidão | Posidão   | Posidão   |           |           | Zeus      | Zeus      | Zeus     | Zeus     | Zeus          | Zeus          |               |               | Epimeteu      | Epimeteu      | Epimeteu | Epimeteu | Epimeteu   | Epimeteu   |            |            | Atlas      | Atlas      | Atlas   | Atlas   | Atlas        | Atlas        |              |              |              |              |         |         | Io      |         |         |         |         |         |        |        |           |           |           |           |           |           |  |  |  |  |  |  |  |  |  |  |  |  |  |  |  |  |  |  |  |  |  |  |  |  |  |  |  |  |  |  |  |  |  |  |  |  |  |  |  |  |  |  |  |  |
|         |         |         |         |         |         |         |         |           |           |           |           |           |           |          |          |          |          |          |          |         |         |        |        |        |        |         |         |         |         |           |           |           |           |           |           |          |          |               |               |               |               |               |               |          |          |            |            |            |            |            |            |         |         |              |              |              |              |              |              |         |         |         |         |         |         |         |         |        |        |           |           |           |           |           |           |  |  |  |  |  |  |  |  |  |  |  |  |  |  |  |  |  |  |  |  |  |  |  |  |  |  |  |  |  |  |  |  |  |  |  |  |  |  |  |  |  |  |  |  |
|         |         |         |         |         |         |         |         |           |           |           |           |           |           |          |          |          |          |          |          |         |         |        |        |        |        |         |         |         |         |           |           |           |           |           |           |          |          |               |               |               |               | Dione         |               |          |          |            |            |            |            |            |            |         |         |              |              |              |              |              |              |         |         |         |         |         |         |         |         |        |        |           |           |           |           |           |           |  |  |  |  |  |  |  |  |  |  |  |  |  |  |  |  |  |  |  |  |  |  |  |  |  |  |  |  |  |  |  |  |  |  |  |  |  |  |  |  |  |  |  |  |
|         |         |         |         |         |         |         |         |           |           |           |           |           |           |          |          |          |          |          |          |         |         |        |        |        |        |         |         |         |         |           |           |           |           |           |           |          |          |               |               |               |               |               |               |          |          |            |            |            |            |            |            |         |         |              |              |              |              |              |              |         |         |         |         |         |         |         |         |        |        |           |           |           |           |           |           |  |  |  |  |  |  |  |  |  |  |  |  |  |  |  |  |  |  |  |  |  |  |  |  |  |  |  |  |  |  |  |  |  |  |  |  |  |  |  |  |  |  |  |  |
|         |         |         |         |         |         |         |         |           |           |           |           |           |           |          |          |          |          |          |          |         |         |        |        |        |        |         |         |         |         |           |           |           |           |           |           |          |          |               |               |               |               |               |               |          |          |            |            |            |            |            |            |         |         |              |              |              |              |              |              |         |         |         |         |         |         |         |         |        |        |           |           |           |           |           |           |  |  |  |  |  |  |  |  |  |  |  |  |  |  |  |  |  |  |  |  |  |  |  |  |  |  |  |  |  |  |  |  |  |  |  |  |  |  |  |  |  |  |  |  |
|         |         |         |         |         |         |         |         |           |           |           |           |           |           |          |          |          |          |          |          |         |         |        |        |        |        |         |         |         |         |           |           |           |           |           |           |          |          |               |               |               |               |               |               |          |          |            |            |            |            |            |            |         |         |              |              |              |              |              |              |         |         |         |         |         |         |         |         |        |        |           |           |           |           |           |           |  |  |  |  |  |  |  |  |  |  |  |  |  |  |  |  |  |  |  |  |  |  |  |  |  |  |  |  |  |  |  |  |  |  |  |  |  |  |  |  |  |  |  |  |
|         |         |         |         |         |         |         |         |           |           |           |           |           |           |          |          |          |          |          |          |         |         |        |        |        |        |         |         |         |         |           |           |           |           |           |           |          |          |               |               |               |               |               |               |          |          |            |            |            |            |            |            |         |         |              |              |              |              |              |              |         |         |         |         |         |         |         |         |        |        |           |           |           |           |           |           |  |  |  |  |  |  |  |  |  |  |  |  |  |  |  |  |  |  |  |  |  |  |  |  |  |  |  |  |  |  |  |  |  |  |  |  |  |  |  |  |  |  |  |  |
|         |         |         |         |         |         |         |         |           |           |           |           |           |           |          |          |          |          |          |          |         |         |        |        |        |        |         |         |         |         |           |           |           |           |           |           |          |          |               |               |               |               |               |               |          |          |            |            |            |            |            |            |         |         |              |              |              |              |              |              |         |         |         |         |         |         |         |         |        |        |           |           |           |           |           |           |  |  |  |  |  |  |  |  |  |  |  |  |  |  |  |  |  |  |  |  |  |  |  |  |  |  |  |  |  |  |  |  |  |  |  |  |  |  |  |  |  |  |  |  |
|         |         |         |         |         |         |         |         |           |           |           |           |           |           |          |          |          |          |          |          |         |         |        |        |        |        |         |         |         |         |           |           |           |           |           |           |          |          |               |               |               |               |               |               |          |          |            |            |            |            |            |            |         |         |              |              |              |              |              |              |         |         |         |         |         |         |         |         |        |        |           |           |           |           |           |           |  |  |  |  |  |  |  |  |  |  |  |  |  |  |  |  |  |  |  |  |  |  |  |  |  |  |  |  |  |  |  |  |  |  |  |  |  |  |  |  |  |  |  |  |
|         |         |         |         |         |         |         |         |           |           |           |           |           |           |          |          |          |          |          |          |         |         |        |        |        |        |         |         |         |         |           |           |           |           |           |           |          |          |               |               |               |               |               |               |          |          |            |            |            |            |            |            |         |         |              |              |              |              |              |              |         |         |         |         |         |         |         |         |        |        |           |           |           |           |           |           |  |  |  |  |  |  |  |  |  |  |  |  |  |  |  |  |  |  |  |  |  |  |  |  |  |  |  |  |  |  |  |  |  |  |  |  |  |  |  |  |  |  |  |  |
|         |         |         |         |         |         |         |         |           |           |           |           |           |           |          |          |          |          |          |          |         |         |        |        |        |        |         |         |         |         |           |           |           |           |           |           |          |          |               |               |               |               |               |               |          |          |            |            |            |            |            |            |         |         |              |              |              |              |              |              |         |         |         |         |         |         |         |         |        |        |           |           |           |           |           |           |  |  |  |  |  |  |  |  |  |  |  |  |  |  |  |  |  |  |  |  |  |  |  |  |  |  |  |  |  |  |  |  |  |  |  |  |  |  |  |  |  |  |  |  |
|         |         |         |         |         |         |         |         |           |           |           |           |           |           |          |          |          |          |          |          |         |         |        |        |        |        |         |         |         |         |           |           |           |           |           |           |          |          |               |               |               |               |               |               |          |          | Maia       | Maia       | Maia       | Maia       | Maia       | Maia       |         |         | Asterope     | Asterope     | Asterope     | Asterope     | Asterope     | Asterope     |         |         | Electra | Electra | Electra | Electra | Electra | Electra |        |        | Taigete   | Taigete   | Taigete   | Taigete   | Taigete   | Taigete   |  |  |  |  |  |  |  |  |  |  |  |  |  |  |  |  |  |  |  |  |  |  |  |  |  |  |  |  |  |  |  |  |  |  |  |  |  |  |  |  |  |  |  |  |
|         |         |         |         |         |         |         |         |           |           |           |           |           |           |          |          |          |          |          |          |         |         |        |        |        |        |         |         |         |         |           |           |           |           |           |           |          |          |               |               |               |               |               |               |          |          | Maia       | Maia       | Maia       | Maia       | Maia       | Maia       |         |         | Asterope     | Asterope     | Asterope     | Asterope     | Asterope     | Asterope     |         |         | Electra | Electra | Electra | Electra | Electra | Electra |        |        | Taigete   | Taigete   | Taigete   | Taigete   | Taigete   | Taigete   |  |  |  |  |  |  |  |  |  |  |  |  |  |  |  |  |  |  |  |  |  |  |  |  |  |  |  |  |  |  |  |  |  |  |  |  |  |  |  |  |  |  |  |  |
|         |         |         |         |         |         |         |         |           |           |           |           |           |           |          |          |          |          |          |          |         |         |        |        |        |        |         |         |         |         |           |           |           |           |           |           |          |          |               |               |               |               |               |               |          |          |            |            |            |            |            |            |         |         |              |              |              |              |              |              |         |         |         |         |         |         |         |         |        |        |           |           |           |           |           |           |  |  |  |  |  |  |  |  |  |  |  |  |  |  |  |  |  |  |  |  |  |  |  |  |  |  |  |  |  |  |  |  |  |  |  |  |  |  |  |  |  |  |  |  |
|         |         |         |         |         |         |         |         |           |           |           |           |           |           |          |          |          |          |          |          |         |         |        |        |        |        |         |         |         |         |           |           |           |           |           |           |          |          |               |               |               |               |               |               |          |          |            |            |            |            | Dríope     | Dríope     | Dríope  | Dríope  | Dríope       | Dríope       |              |              | Celeno       | Celeno       | Celeno  | Celeno  | Celeno  | Celeno  |         |         | Mérope  | Mérope  | Mérope | Mérope | Mérope    | Mérope    |           |           |           |           |  |  |  |  |  |  |  |  |  |  |  |  |  |  |  |  |  |  |  |  |  |  |  |  |  |  |  |  |  |  |  |  |  |  |  |  |  |  |  |  |  |  |  |  |
|         |         |         |         |         |         |         |         |           |           |           |           |           |           |          |          |          |          |          |          |         |         |        |        |        |        |         |         |         |         |           |           |           |           |           |           |          |          |               |               |               |               |               |               |          |          |            |            |            |            | Dríope     | Dríope     | Dríope  | Dríope  | Dríope       | Dríope       |              |              | Celeno       | Celeno       | Celeno  | Celeno  | Celeno  | Celeno  |         |         | Mérope  | Mérope  | Mérope | Mérope | Mérope    | Mérope    |           |           |           |           |  |  |  |  |  |  |  |  |  |  |  |  |  |  |  |  |  |  |  |  |  |  |  |  |  |  |  |  |  |  |  |  |  |  |  |  |  |  |  |  |  |  |  |  |
|         |         |         |         |         |         |         |         |           |           |           |           |           |           |          |          |          |          |          |          |         |         |        |        |        |        |         |         |         |         |           |           |           |           |           |           |          |          |               |               |               |               |               |               |          |          |            |            |            |            |            |            |         |         |              |              |              |              |              |              |         |         |         |         |         |         |         |         |        |        |           |           |           |           |           |           |  |  |  |  |  |  |  |  |  |  |  |  |  |  |  |  |  |  |  |  |  |  |  |  |  |  |  |  |  |  |  |  |  |  |  |  |  |  |  |  |  |  |  |  |
|         |         |         |         |         |         |         |         |           |           |           |           |           |           |          |          |          |          |          |          |         |         |        |        |        |        |         |         |         |         |           |           |           |           |           |           |          |          |               |               |               |               |               |               |          |          |            |            |            |            |            |            |         |         |              |              |              |              |              |              |         |         |         |         |         |         |         |         |        |        |           |           |           |           |           |           |  |  |  |  |  |  |  |  |  |  |  |  |  |  |  |  |  |  |  |  |  |  |  |  |  |  |  |  |  |  |  |  |  |  |  |  |  |  |  |  |  |  |  |  |
|         |         |         |         |         |         |         |         |           |           |           |           |           |           |          |          |          |          |          |          |         |         |        |        |        |        |         |         |         |         |           |           |           |           |           |           |          |          |               |               |               |               |               |               |          |          |            |            |            |            |            |            |         |         |              |              |              |              |              |              |         |         |         |         |         |         |         |         |        |        |           |           |           |           |           |           |  |  |  |  |  |  |  |  |  |  |  |  |  |  |  |  |  |  |  |  |  |  |  |  |  |  |  |  |  |  |  |  |  |  |  |  |  |  |  |  |  |  |  |  |
|         |         |         |         |         |         |         |         |           |           |           |           |           |           |          |          |          |          |          |          |         |         |        |        |        |        |         |         |         |         |           |           |           |           |           |           |          |          |               |               |               |               |               |               |          |          |            |            |            |            |            |            |         |         |              |              |              |              |              |              |         |         |         |         |         |         |         |         |        |        |           |           |           |           |           |           |  |  |  |  |  |  |  |  |  |  |  |  |  |  |  |  |  |  |  |  |  |  |  |  |  |  |  |  |  |  |  |  |  |  |  |  |  |  |  |  |  |  |  |  |
|         |         |         |         |         |         |         |         |           |           |           |           |           |           |          |          |          |          |          |          |         |         |        |        |        |        |         |         |         |         |           |           |           |           |           |           |          |          |               |               |               |               |               |               |          |          |            |            |            |            |            |            |         |         |              |              |              |              |              |              |         |         |         |         |         |         |         |         |        |        |           |           |           |           |           |           |  |  |  |  |  |  |  |  |  |  |  |  |  |  |  |  |  |  |  |  |  |  |  |  |  |  |  |  |  |  |  |  |  |  |  |  |  |  |  |  |  |  |  |  |
|         |         |         |         |         |         |         |         |           |           |           |           |           |           |          |          |          |          |          |          |         |         |        |        |        |        |         |         |         |         |           |           |           |           |           |           |          |          |               |               |               |               |               |               |          |          |            |            |            |            |            |            |         |         |              |              |              |              |              |              |         |         |         |         |         |         |         |         |        |        |           |           |           |           |           |           |  |  |  |  |  |  |  |  |  |  |  |  |  |  |  |  |  |  |  |  |  |  |  |  |  |  |  |  |  |  |  |  |  |  |  |  |  |  |  |  |  |  |  |  |
|         |         |         |         |         |         |         |         |           |           |           |           |           |           |          |          |          |          |          |          |         |         |        |        |        |        |         |         |         |         |           |           |           |           |           |           |          |          |               |               |               |               |               |               |          |          |            |            |            |            |            |            |         |         |              |              |              |              |              |              |         |         |         |         |         |         |         |         |        |        |           |           |           |           |           |           |  |  |  |  |  |  |  |  |  |  |  |  |  |  |  |  |  |  |  |  |  |  |  |  |  |  |  |  |  |  |  |  |  |  |  |  |  |  |  |  |  |  |  |  |
|         |         |         |         |         |         |         |         |           |           | Dionísio  | Dionísio  | Dionísio  | Dionísio  | Dionísio | Dionísio |          |          | Ares     | Ares     | Ares    | Ares    | Ares   | Ares   |        |        | Hefesto | Hefesto | Hefesto | Hefesto | Hefesto   | Hefesto   |           |           | Atena     | Atena     | Atena    | Atena    | Atena         | Atena         |               |               |               |               |          |          | Afrodite   | Afrodite   | Afrodite   | Afrodite   | Afrodite   | Afrodite   |         |         | Ártemis      | Ártemis      | Ártemis      | Ártemis      | Ártemis      | Ártemis      |         |         |         |         |         |         |         |         |        |        |           |           |           |           |           |           |  |  |  |  |  |  |  |  |  |  |  |  |  |  |  |  |  |  |  |  |  |  |  |  |  |  |  |  |  |  |  |  |  |  |  |  |  |  |  |  |  |  |  |  |
|         |         |         |         |         |         |         |         |           |           | Dionísio  | Dionísio  | Dionísio  | Dionísio  | Dionísio | Dionísio |          |          | Ares     | Ares     | Ares    | Ares    | Ares   | Ares   |        |        | Hefesto | Hefesto | Hefesto | Hefesto | Hefesto   | Hefesto   |           |           | Atena     | Atena     | Atena    | Atena    | Atena         | Atena         |               |               |               |               |          |          | Afrodite   | Afrodite   | Afrodite   | Afrodite   | Afrodite   | Afrodite   |         |         | Ártemis      | Ártemis      | Ártemis      | Ártemis      | Ártemis      | Ártemis      |         |         |         |         |         |         |         |         |        |        |           |           |           |           |           |           |  |  |  |  |  |  |  |  |  |  |  |  |  |  |  |  |  |  |  |  |  |  |  |  |  |  |  |  |  |  |  |  |  |  |  |  |  |  |  |  |  |  |  |  |
|         |         |         |         |         |         |         |         |           |           |           |           |           |           |          |          |          |          |          |          |         |         |        |        |        |        |         |         |         |         |           |           |           |           |           |           |          |          |               |               |               |               |               |               |          |          |            |            |            |            |            |            |         |         |              |              |              |              |              |              |         |         |         |         |         |         |         |         |        |        |           |           |           |           |           |           |  |  |  |  |  |  |  |  |  |  |  |  |  |  |  |  |  |  |  |  |  |  |  |  |  |  |  |  |  |  |  |  |  |  |  |  |  |  |  |  |  |  |  |  |
|         |         |         |         |         |         |         |         |           |           |           |           |           |           | Héracles | Héracles | Héracles | Héracles | Héracles | Héracles |         |         | Hebe   | Hebe   | Hebe   | Hebe   | Hebe    | Hebe    |         |         | Perséfone | Perséfone | Perséfone | Perséfone | Perséfone | Perséfone |          |          | Épafo         | Épafo         | Épafo         | Épafo         | Épafo         | Épafo         |          |          |            |            |            |            | Apolo      | Apolo      | Apolo   | Apolo   | Apolo        | Apolo        |              |              | Hermes       | Hermes       | Hermes  | Hermes  | Hermes  | Hermes  |         |         |         |         |        |        |           |           |           |           |           |           |  |  |  |  |  |  |  |  |  |  |  |  |  |  |  |  |  |  |  |  |  |  |  |  |  |  |  |  |  |  |  |  |  |  |  |  |  |  |  |  |  |  |  |  |
|         |         |         |         |         |         |         |         |           |           |           |           |           |           | Héracles | Héracles | Héracles | Héracles | Héracles | Héracles |         |         | Hebe   | Hebe   | Hebe   | Hebe   | Hebe    | Hebe    |         |         | Perséfone | Perséfone | Perséfone | Perséfone | Perséfone | Perséfone |          |          | Épafo         | Épafo         | Épafo         | Épafo         | Épafo         | Épafo         |          |          |            |            |            |            | Apolo      | Apolo      | Apolo   | Apolo   | Apolo        | Apolo        |              |              | Hermes       | Hermes       | Hermes  | Hermes  | Hermes  | Hermes  |         |         |         |         |        |        |           |           |           |           |           |           |  |  |  |  |  |  |  |  |  |  |  |  |  |  |  |  |  |  |  |  |  |  |  |  |  |  |  |  |  |  |  |  |  |  |  |  |  |  |  |  |  |  |  |  |
|         |         |         |         |         |         |         |         |           |           |           |           |           |           |          |          |          |          |          |          |         |         |        |        |        |        |         |         |         |         |           |           |           |           |           |           |          |          |               |               |               |               |               |               |          |          |            |            |            |            |            |            |         |         |              |              |              |              |              |              |         |         |         |         |         |         |         |         |        |        |           |           |           |           |           |           |  |  |  |  |  |  |  |  |  |  |  |  |  |  |  |  |  |  |  |  |  |  |  |  |  |  |  |  |  |  |  |  |  |  |  |  |  |  |  |  |  |  |  |  |
|         |         |         |         |         |         |         |         |           |           |           |           |           |           |          |          |          |          |          |          |         |         |        |        |        |        |         |         |         |         |           |           |           |           |           |           |          |          |               |               |               |               |               |               |          |          |            |            |            |            |            |            |         |         |              |              |              |              |              |              |         |         |         |         |         |         |         |         |        |        |           |           |           |           |           |           |  |  |  |  |  |  |  |  |  |  |  |  |  |  |  |  |  |  |  |  |  |  |  |  |  |  |  |  |  |  |  |  |  |  |  |  |  |  |  |  |  |  |  |  |
|         |         |         |         |         |         |         |         |           |           |           |           |           |           |          |          |          |          |          |          |         |         |        |        |        |        |         |         |         |         |           |           |           |           |           |           |          |          |               |               |               |               |               |               |          |          |            |            |            |            |            |            |         |         |              |              |              |              |              |              |         |         |         |         |         |         |         |         |        |        |           |           |           |           |           |           |  |  |  |  |  |  |  |  |  |  |  |  |  |  |  |  |  |  |  |  |  |  |  |  |  |  |  |  |  |  |  |  |  |  |  |  |  |  |  |  |  |  |  |  |
|         |         |         |         |         |         |         |         |           |           |           |           |           |           |          |          |          |          |          |          |         |         |        |        |        |        |         |         |         |         |           |           |           |           |           |           |          |          |               |               |               |               |               |               |          |          |            |            |            |            |            |            |         |         |              |              |              |              |              |              |         |         |         |         |         |         |         |         |        |        |           |           |           |           |           |           |  |  |  |  |  |  |  |  |  |  |  |  |  |  |  |  |  |  |  |  |  |  |  |  |  |  |  |  |  |  |  |  |  |  |  |  |  |  |  |  |  |  |  |  |
|         |         |         |         |         |         |         |         |           |           |           |           |           |           |          |          |          |          |          |          |         |         |        |        |        |        |         |         |         |         |           |           |           |           |           |           |          |          |               |               |               |               | Rodo          | Rodo          | Rodo     | Rodo     | Rodo       | Rodo       |            |            | Eunômia    | Eunômia    | Eunômia | Eunômia | Eunômia      | Eunômia      |              |              | Abdero       | Abdero       | Abdero  | Abdero  | Abdero  | Abdero  |         |         |         |         |        |        |           |           |           |           |           |           |  |  |  |  |  |  |  |  |  |  |  |  |  |  |  |  |  |  |  |  |  |  |  |  |  |  |  |  |  |  |  |  |  |  |  |  |  |  |  |  |  |  |  |  |
|         |         |         |         |         |         |         |         |           |           |           |           |           |           |          |          |          |          |          |          |         |         |        |        |        |        |         |         |         |         |           |           |           |           |           |           |          |          |               |               |               |               | Rodo          | Rodo          | Rodo     | Rodo     | Rodo       | Rodo       |            |            | Eunômia    | Eunômia    | Eunômia | Eunômia | Eunômia      | Eunômia      |              |              | Abdero       | Abdero       | Abdero  | Abdero  | Abdero  | Abdero  |         |         |         |         |        |        |           |           |           |           |           |           |  |  |  |  |  |  |  |  |  |  |  |  |  |  |  |  |  |  |  |  |  |  |  |  |  |  |  |  |  |  |  |  |  |  |  |  |  |  |  |  |  |  |  |  |
|         |         |         |         |         |         |         |         |           |           |           |           |           |           |          |          |          |          |          |          |         |         |        |        |        |        |         |         |         |         |           |           |           |           |           |           |          |          | Tique         | Tique         | Tique         | Tique         | Tique         | Tique         |          |          | Peito      | Peito      | Peito      | Peito      | Peito      | Peito      |         |         | Hermafrodito | Hermafrodito | Hermafrodito | Hermafrodito | Hermafrodito | Hermafrodito |         |         |         |         | Pã      | Pã      | Pã      | Pã      | Pã     | Pã     |           |           |           |           |           |           |  |  |  |  |  |  |  |  |  |  |  |  |  |  |  |  |  |  |  |  |  |  |  |  |  |  |  |  |  |  |  |  |  |  |  |  |  |  |  |  |  |  |  |  |